# عمارة دزونغ
تُستخدم عمارة دزونغ من أجل بناء الدزونغ، وهي نوع مميز من عمارة الأديرة المحصنة التي وُجدت أساسًا في بوتان والتيت. هي عمارة ضخمة الأسلوب مع جدران خارجية شاهقة تحيط بمجمع مكون من فناءات ومعابد ومكاتب إدارية وأماكن إقامة الرهبان.

## الخصائص
تشمل الميزات الخاصة:
- جدران عالية تنحدر نحو الداخل مبنية من الطوب والحجر ومطلية باللون الأبيض مع عدد قليل من النوافذ في الأقسام السفلية من الجدران أو بدونها.
- استخدام شريط أحمر مصفر بالقرب من أعلى الجدران، تتخلله أحيانًا دوائر ذهبية كبيرة.
- استخدام الأسلوب الفريد من الأسطح المنحدرة نحو الخارج والتي تغطي المعابد الداخلية.
- بوابات ضخمة مصنوعة من الخشب والحديد.
- الساحات الداخلية والمعابد ذات الألوان الزاهية والغنية بالزخارف الفنية ذات الطابع البوذي مثل أشتاماناغالا والصليب المعقوف.

## الفروقات الإقليمية

### بوتان
تخدم مباني الدزونغ كمراكز دينية وعسكرية وإدارية واجتماعية للمقاطعة التي تقع فيها. غالبًا هي المكان الذي يُقام فيه مهرجان تشيتشو السنوي أو المهرجانات الدينية.
تؤدي الغرف داخل الدزونغ وظيفتين، إذ يُخصص نصفها للوظيفة الإدارية (مثل مكتب البينلوب أو الحاكم) والنصف الآخر للوظيفة الدينية، بشكل أساسي المعبد وإقامة الرهبان. يعكس هذا التقسيم بين الوظائف الإدارية والدينية، الازدواجية المثالية للسلطة بين الفرعين الديني والإداري للحكومة.
التيبت
كانت التيبت مقسمة إلى 53 منطقة مقاطعة تسمى أيضًا دزونغ. هناك اثنان من الدزونغبين لكل دزونغ، ولاما ولايمان. يُكلف هؤلاء بالسلطات المدنية والعسكرية وهم متساوون في جميع النواحي، على الرغم من خضوعهم للجنرالات والأمبان الصينية في المسائل العسكرية، حتى طرد الأمبان بعد ثورة شينهاي في عام 1912. تُسمى اليوم 72 مقاطعة في منطقة التبت ذاتية الحكم باسم دزونغ في اللغات التبتية.

## موقع الدزونغ
بلغت عمارة الدزونغ البوتانية ذروتها في القرن السابع تحت قيادة نغوانغ نامغيال، أول زابدرونغ رينبوتشي. اعتمد الزابدرونغ على الرؤى والفأل من أجل تحديد موقع الدزونغ. يلاحظ الاستراتيجيون العسكريون المعاصرون أن الدزونغ تحتل موقعًا جيدًا من ناحية وظيفتها كحصون دفاعية. يقع دزونغ وانغدو فودرانغ مثلًا، على نتوء صخري يطل على التقاء نهري سانكوش (بونا تسانغ) وتانغ، وبالتالي حظر أي هجمات قد يشنها الغزاة الجنوبيون الذين حاولوا استخدام طريق النهر لتجاوز المنحدرات غير المعبدة في جبال الهيمالايا الوسطى لمهاجمة بوتان المركزية.  يحرس دزونغ دروكغيل على رأس وادي البارو مسار الغزو التيبتي التقليدي على ممرات جبال الهيمالايا العالية.
بُنيت هياكل الدزونغ بشكل متكرر على قمة تل أو جبل. إذا بُني الدزونغ على جانب من جدار الوادي، عادة ما تُبنى دزونغ أصغر أو برج مراقبة مباشرة أعلى من الدزونغ الرئيسي بغرض حماية المنحدر من المهاجمين الذين قد يطلقون النار إلى فناء الدزونغ السفلي.
يتميز دزونغ بوناخا بكونه يقع على لسان مسطح نسبيًا من الأرض عند التقاء نهري مو وفو. تحيط الأنهار بالدزونغ من ثلاث جهات وتحميه من الهجوم. مع ذلك، كان هذا الموقع نذير شؤم، إذ تسبب انفجار بحيرة جليدية على بعد 90 كيلومتر من المنبع عبر سد جليدي في عام 1994، بفيضان هائل لنهر فو تشو، مما ألحق أضرارًا بالدزونغ وحصد أرواح 23 شخصًا.